# Jadwiga Janowska
Jadwiga Adamkiewicz-Janowska  (ur. 4 stycznia 1914, zm. 2 listopada 2013) – polska lekkoatletka, największe sukcesy odnosząca w skoku wzwyż.

## Kariera
Była zawodniczką klubów sportowych z terenów Łodzi i Pabianic. Do jej największych sukcesów w karierze sportowej należało trzykrotne Mistrzostwo Polski w skoku wzwyż w latach 1929, 1930 i 1932, w skoku w dal z 1932 r., oraz pięcioboju w 1932 r. Ponadto była wicemistrzynią Polski w rzucie dyskiem z 1932 r., oraz dwukrotną brązową medalistką Mistrzostw Polski w biegu na 200 m z 1930 r., oraz pchnięciu kulą z 1932 r. Na koncie miała także złote medale halowych Mistrzostw Polski rozgrywanych w Przemyślu, w 1933 r. W momencie poprzedzającym śmierć była najstarszą żyjącą pięciokrotną mistrzynią Polski.